# St. Anna (Lochau)

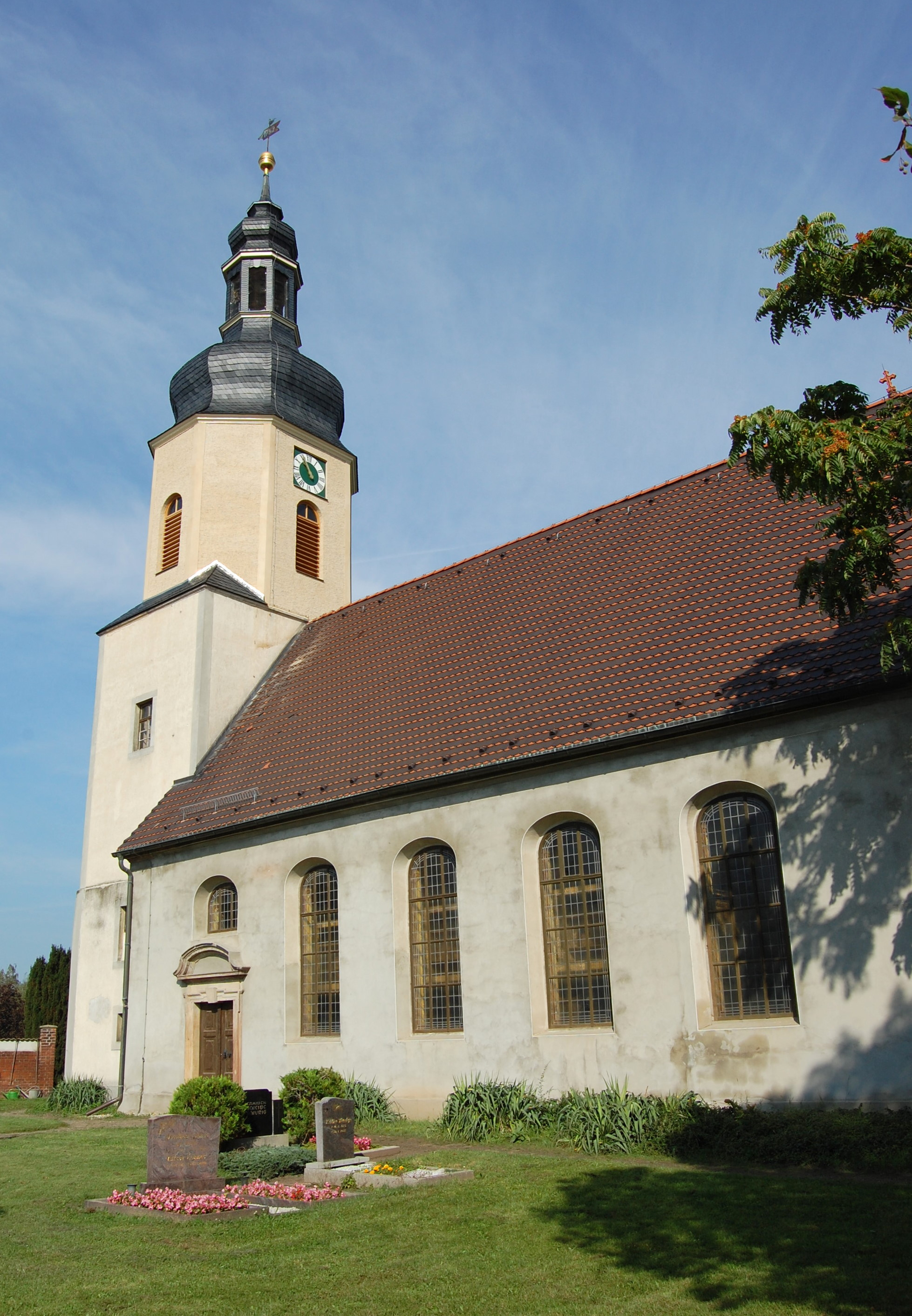
Sankt-Anna-Kirche in Lochau

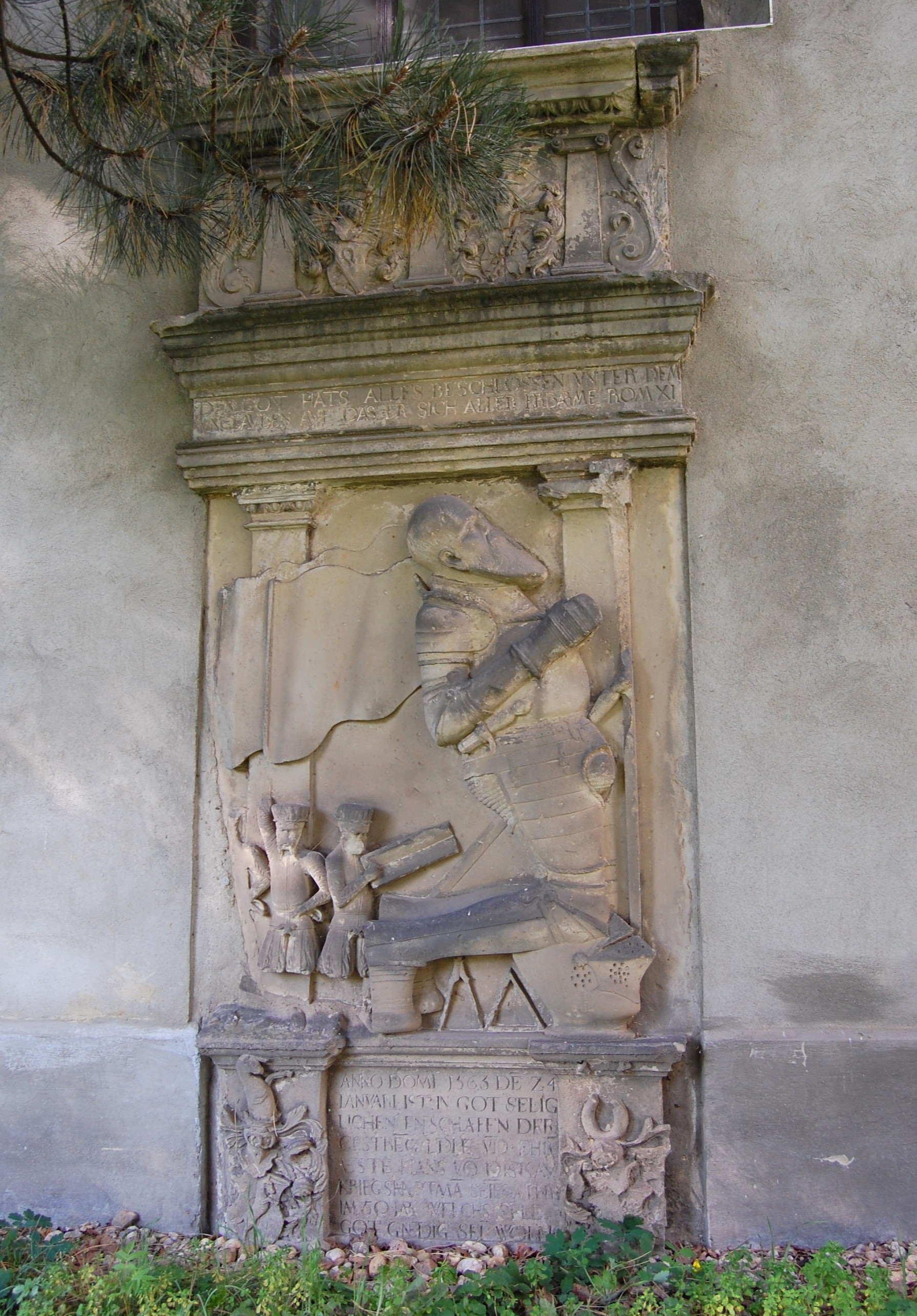
Epitaph für Hans von Dieskau

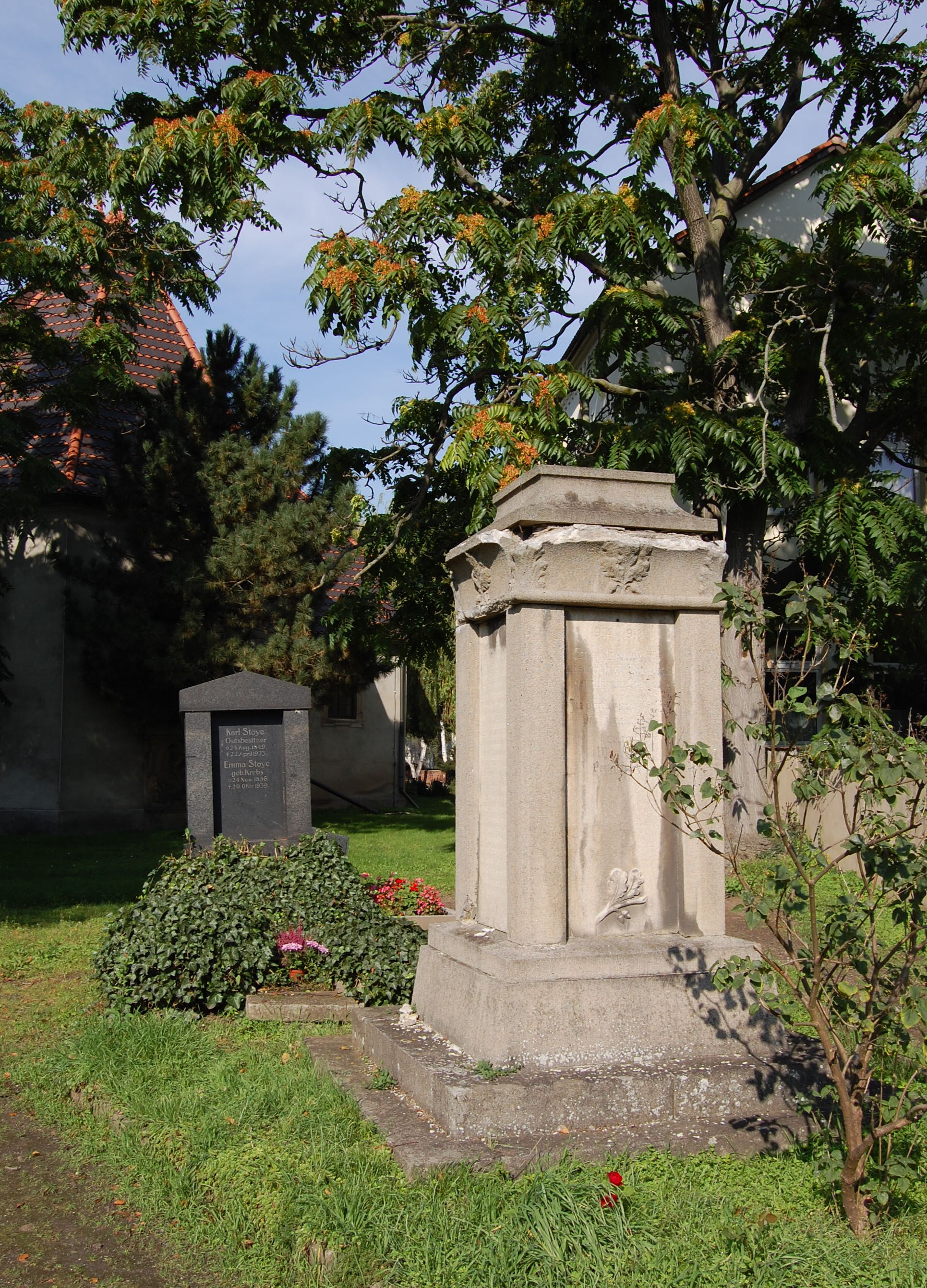
Grabstele

Die St.-Anna-Kirche ist die evangelische Kirche des zur Gemeinde Schkopau gehörenden Dorfes Lochau in Sachsen-Anhalt. Sie gehört zum Pfarrbereich Dieskau im Kirchenkreis Halle-Saalkreis der Evangelischen Kirche in Mitteldeutschland.
Die heutige Kirche entstand im Wesentlichen im Jahr 1792, wobei sie im Kern älteren Datums ist. Die Saalkirche verfügt über einen Kirchturm mit querrechteckigem Grundriss westlich des Kirchenschiffs. Im oberen Teil ist der Turm achteckig und trägt eine Schweifhaube mit Laterne. Der Zugang zur Kirche erfolgt durch ein an der Westseite gelegenes Turmportal. An der Ostseite des Schiffs befindet sich ein dreiseitiger Abschluss, nördlich eine Patronatsloge mit barockem Portal.
Das Innere der Kirche wird von einer Muldendecke überspannt. Die Ausstattung ist einheitlich im Stil des Klassizismus erhalten. Zu nennen sind insbesondere der Kanzelaltar mit ionischen Säulen, eine durchweg eingeschossige Hufeisenempore sowie das Taufgestell. Die Kirche verfügt auch über eine Sakramentsnische. An der Südseite des Schiffs ist das Epitaph für den 1792 verstorbenen Johann Wilhelm von Lüder erhalten. Die Orgel entstand 1874 und ist ein Werk des Merseburger Orgelbauers Friedrich Gerhardt. Das sanierungsbedürftige Instrument besitzt 15 Register auf zwei Manualen und Pedal bei mechanischen Trakturen.
Ein Epitaph des 1563 verstorbenen kursächsischen Obristen Hans von Dieskau als Relieffigur in einer Rüstung ist außen an der Ostseite der Kirche angebracht. Eine barocke Grabstele befindet sich nahe dem südlichen Friedhofseingang.

## Glocken

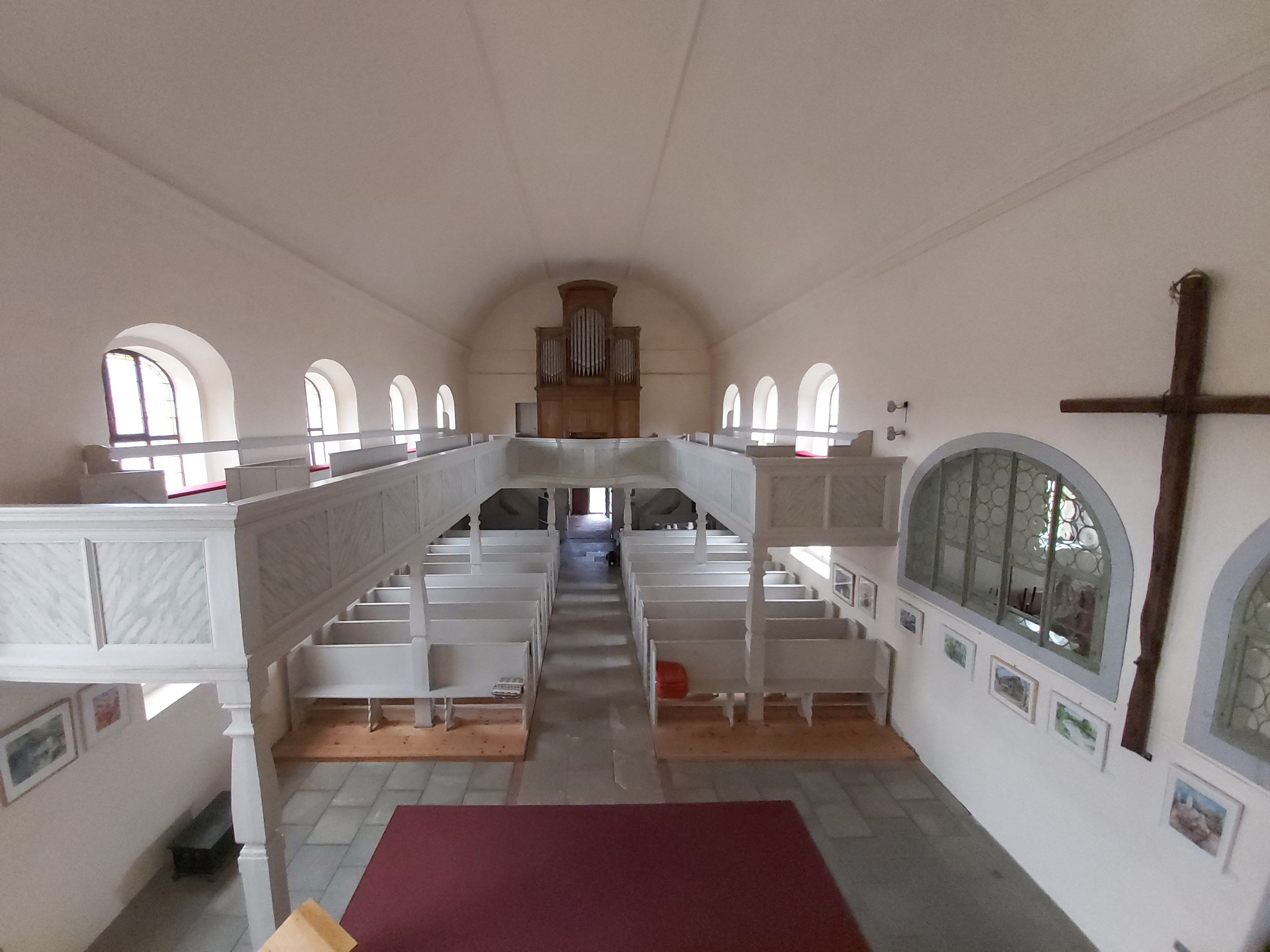
Innenraum, Blick nach Westen

Im Turm hängen heute wieder drei Glocken. Die Älteste wurde um 1450 von einem unbekannten Gießer geschaffen und zeigt eine etwas schiefe, unbeholfen anmutende Form. 2010 konnte die heutige große Glocke und 2015 die kleine Glocke bei Lauchhammer gegossen werden, die das Geläut zu einem G-Dur-Dreiklang vervollständigen.